# Moi Caprice
Pour les articles homonymes, voir Caprice.
 (mai 2009).
moi Caprice est un groupe de rock indépendant danois. Il est principalement actif pendant les années 1990 et 2000. Ses membres actuels[Quand ?] sont Michael Møller, David Brunsgaard, Jakob Millung et Casper Henning Hansen, Christian Hillesø l'ayant quitté.

## Biographie
Le groupe est formé 1993 sous le nom de Concrete Puppet Frog. Le groupe se fait connaître en entrant dans le hit-parade danois en 1997 alors qu'il n'avait pas de contrat avec une maison de disques ni encore d'album. L'album The Art of Kissing Properly est nommé deux fois aux Danish Music Awards.
Le groupe reste actif, publiant quatre albums en début en 2003, et en tournant à l'international, dont des performances au Canada et au Vietnam.
Leur troisième album, publié en 2006, les fait nommer une fois d'un Critics Award et deux fois aux Danish Music Awards, et le groupe remporte un prix au Steppeulven.

## Discographie
- 2003 : Once upon a Time in the North
- 2005 : You Can’t Say No Forever
- 2006 : The Art of Kissing Properly
- 2008 : We Had Faces Then
- 2020 : Becoming Visible